# П'яченца (футбольний клуб)
«П'яченца Кальчо 1919», або футбольний клуб «П'яченца» (італ. Piacenza Calcio 1919) — професійний італійський футбольний клуб з однойменного міста. Наразі виступає у третій за силою італійській футбольній лізі Серії C.
Заснований 1919 року клуб значну частину своєї історії виступав у нижчих лігах чемпіонату Італії. Періодом його розквиту стали 1990-ті та початок 2000-х років, коли команда сумарно протягом восьми сезонів змагалася у вищому дивізіоні національного чемпіонату, Серії A.

## Історія

### Ранній період
Футбол у П'яченці почав розвиватися наприкінці XIX століття, здобувши популярність насамперед серед місцевого студенства. Футбольні змагання у місті довгий час обмежувалися товариськими іграми між місцевими команди, допоки 1919 року футбольний ентузіаст Джованні Дозі не створив перший футбольний клуб. У своєму першому сезоні 1919–20 команда новоствореного клубу стала переможцем турніру в регіоні Емілія-Романья, здолавши таких суперників як «Болонья», «Реджяна», СПАЛ та «Парма».
Таким чином за один сезон від моменту заснування п'яченцький клуб виборов право участі в загальнонаціональному чемпіонаті країни. Однак вже 1922 року команда вибула з національного дивізіону та повернулася до регіонального рівня змагань.
Повернення до загальнонаціональних турнірів відбулося 1935 року, в якому «П'яченца» здобула право виступів у Серії C, третьому за силою дивізіоні в ієрархії футбольних ліг Італії.

### Повоєнний період
На момент відновлення футбольних змагань в Італії по завершенні Другої Світової війни «П'яченцу» було віднесено до «другого ешелону» футбольних команд країни, які протягом 1945-46 років розігрували між собою місця у другому та третьому дивізіонах національного чемпіонату. У цьому турнірі клуб виступив вдало і в сезоні сезоні 1946-47 стартував у Серії B.
Втім перебування у другій за силою італійській лізі було нетривалим, вже 1948 року команда понизилася у класі до Серії C. У цьому дивізіоні команда змагалася до 1956 року, в якому її було звинувачено у порушенні правил чесної гри та покарано переведенням до четвертої на той час за силою Серії D. Протягом наступних років команда декілька разів переходила з Серії D до Серії C і у зворотному напрямку, доки 1969 року їй не вдалося уперше за останні 23 роки здобути право виступів у Серії B. Того разу, як і згодом, у 1975, перш ніж повернутися до Серії C «П'яченца» провела у вищій на один рівень лізі лише один сезон.
Усі 1970-ті та 1980-ті команда провела, змагаючись майже виключно у третьому за силою дивізіоні чемпіонату Італії (Серія C, після реорганізації системі ліг — Серія C1).

### Піднесення до Серії A
Стрімке покращання спортивних результатів «П'яченца» відбулося на початку 1990-х. Спочатку, 1991 року команда вийшла переможцем турніру у Серії C1 і повернала собі місце у Серії B. Ще за два роки — третє місце у турнірі Серії B сезону 1992-93, яке надало клубу право дебютувати у змаганнях елітної Серії A. Дебют на найвищому рівні в сезоні 1993-94 виявився не дуже вдалим — до 14-го місця, яке давало право лишитися у Серії A, не вистачило усього одного очка і «П'яченца» повернулася до Серії B.
Втім вже за рік, за результатами сезону сезону 1994-95, уболівальники клубу святкували перемогу в турнірі Серії B та повернення до найвищого дивізіону. Цього разу перебування в еліті італійського футболу для команди було вдалішим — вона протягом чотирьох сезонів успішно вирішувала завдання збереження прописки у Серії A, досягнувши найвищого для себе 12-го місця у чемпіонаті Італії в сезоні 1998-99. Однак вже за результатами наступного розіграшу, в якому клуб набрав лише 21 очко у 34 матчах, він зайняв останнє місце у турнірній таблиці і повернувся до Серії B.
Згодом «П'яченца» повернулася до Серії A аби провести в ній ще два сезони — 2001-02 та 2002-03. У першому з них вона повторила своє найкраще досягнення (12-те місце), а в другому зайняла 16 місце і вчергове понизилася у класі.
З того часу є незмінним учасником турнірів в Серії B, здебільшого фінішуючи в середині турнірної таблиці.
У червні 2020 року президентом клубу став Роберто Піґі (італ. Roberto Pighi), який раніше був почесним президентом волейбольного клубу цього міста «Lpr Volley».

## Відомі гравці
- П'єтро Верховод
- Златко Дедіч
- Альберто Джилардіно
- Філіппо Індзагі
- Франселіну Матузалем
- Джузеппе Сіньйорі

## Досягнення
- Чемпіон Серії B: 1994–95